# 虹色時光
《虹色時光》是水野美波的作品，從2012年開始在（集英社）的別冊Margaret連載。VOMIC製作後，於2014年5月宣佈製作廣播劇CD，在同年10月24日的限定版第7冊單行本中同捆發售。2015年8月8日宣布動畫化。

## 內容介紹
愛作夢的妄想男孩 夏樹 
輕浮又好女色的智也
常常笑臉盈盈，但骨子裡卻是超級Ｓ狂的惠一
還有活在自己世界裡的宅男 剛
他們總是每天都混在一起過著開心的日子。
這四位高中男生將開始每天熱鬧非凡的日常生活！

## 登場人物
- VOMIC版、廣播劇CD版及電視動畫版的聲優相同。

羽柴夏樹（聲：松岡禎丞）
本作男主角之一。有着少女情怀，爱做梦并充满妄想，经常被大家欺负。对于恋爱非常不成熟，一点也不积极主动。性格十分单纯，有什么事都会表现在脸上。紧张的时候脸会涨得通红，言辞也会变得不知所措。此外，有对他人的言行和羞耻的事情过度反应的倾向。偶尔会配合惠一抖S的趣味。昵称是小夏（なっちゃん），被智也称呼为夏树，幸子称呼为小夏夏（なつきんぐ），真理称呼为矮个子（チビザル）。有两个姐姐和母亲。擅长网球，初中时期是网球部社员。初三时在合唱比赛中被同班同学教过钢琴，所以稍微会弹一点钢琴。47話和小早川同學交往。
身高171，體重57，生日8月9日，血型A型，星座-獅子座。第一次人氣票選第三名，第二次人氣票選第一名。
松永智也（聲：江口拓也）
本作男主角之一。身高177，體重66，生日1月28日，血型B型，星座-水瓶座。暱稱是松仔。被真理稱為噁心混蛋。輕浮又好女色，經過多次鬥嘴喜歡上真理，知曉真理的遭遇後並宣示世界上只有他永遠不會離開她，他會永遠等她與陪伴她，順利打動真理的心,與真理交往中。第一次人氣票選第四名，第二次人氣票選第二名。
片倉惠一（聲：島崎信長）
本作男主角之一。身高175，體重63，生日5月10日，血型O型，星座-金牛座。暱稱是惠醬。超級抖S的虐待狂，隨身佩帶一支鞭子。運動神經出眾樣樣能。哥哥優二是班主任兼數學老師。第一次人氣票選第二名，第二次人氣票選第三名。
直江剛（聲：内山昂輝）
本作男主角之一。身高169，體重56，生日10月14日，血型AB型，星座-天秤座。沉默寡言的阿宅與KY，和幸子交往中。第一次人氣票選第一名，第二次人氣票選第四名。
小早川杏奈（聲：津田美波）
本作女主角之一。個性冷靜寡言。有些許天然呆。在47話學園祭中和夏樹交往。第一次人氣票選第六名，第二次人氣票選第六名。
筒井真理（聲：內山夕實）
本作女主角之一。最愛杏奈的美少女。因為以前的心理陰影討厭男生，尤其是輕浮的男生，在42話向小早川杏奈坦白自己的感受後，與松永智也在一起。
有一個相差七歲的哥哥筒井昌臣（聲：山口勝平）。第一次人氣票選第七名，第二次人氣票選第五名。
淺井幸子（聲：石上靜香）
本作女主角之一。和剛交往中，暱稱幸喵，同時是阿宅又是專業的COSPLAYER，對直江剛的愛稱是小剛剛。第一次人氣票選第五名，第二次人氣票選第七名。
松永希美（聲：茅野愛衣）
本作女主角之一。在海邊受傷被惠一幫助，對惠一一見鍾情。根據惠一描述有抖M的潛在傾向，為愛勇往直前，捨棄女子高中改讀惠一所在的青諒高中，行動常常令惠一感到意外，松永智也的妹妹，和智也差兩歲。第一次人氣票選第十三名，第二次人氣票選第九名。

### 其他角色
真田泰藏（聲：濱添伸也）
籃球隊隊長。初中與惠一同校，交情甚好。
千葉香織（聲：戶田惠）
與夏樹他們同班的同學。排球隊隊長。喜歡泰藏。

## 出版書籍
| 卷數 | 集英社         | 集英社                 | 尖端出版       | 尖端出版               |
| 卷數 | 發售日期       | ISBN                   | 發售日期       | EAN / ISBN             |
| ---- | -------------- | ---------------------- | -------------- | ---------------------- |
| 1    | 2012年5月25日  | ISBN 978-4-08-846780-1 | 2013年9月12日  | EAN 471-7702-25700-2   |
| 2    | 2012年11月22日 | ISBN 978-4-08-846862-4 | 2013年12月19日 | EAN 471-7702-25828-3   |
| 3    | 2013年5月24日  | ISBN 978-4-08-845047-6 | 2014年1月28日  | EAN 471-7702-25829-0   |
| 4    | 2013年9月25日  | ISBN 978-4-08-845102-2 | 2014年5月8日   | EAN 471-7702-25916-7   |
| 5    | 2014年2月25日  | ISBN 978-4-08-845170-1 | 2014年7月10日  | EAN 471-7702-26130-6   |
| 6    | 2014年6月25日  | ISBN 978-4-08-845230-2 | 2014年10月13日 | EAN 471-7702-26306-5   |
| 7    | 2014年10月24日 | ISBN 978-4-08-845285-2 | 2015年4月1日   | EAN 471-7702-26592-2   |
| 8    | 2015年1月23日  | ISBN 978-4-08-845333-0 | 2015年10月16日 | EAN 471-7702-26701-8   |
| 9    | 2015年5月25日  | ISBN 978-4-08-845390-3 | 2016年1月20日  | ISBN 978-957-10-6412-3 |
| 10   | 2015年9月25日  | ISBN 978-4-08-845447-4 | 2016年2月23日  | ISBN 978-957-10-6419-2 |
| 11   | 2015年12月25日 | ISBN 978-4-08-845499-3 | 2016年6月28日  | ISBN 978-957-10-6708-7 |
| 12   | 2016年4月25日  | ISBN 978-4-08-845555-6 | 2017年2月21日  | ISBN 978-957-10-7210-4 |
| 13   | 2016年9月23日  | ISBN 978-4-08-845637-9 | 2017年9月15日  | ISBN 978-957-10-7591-4 |
| 14   | 2016年12月22日 | ISBN 978-4-08-845683-6 | 2018年2月14日  | ISBN 978-957-10-7984-4 |
| 15   | 2017年4月25日  | ISBN 978-4-08-845745-1 | 2018年2月14日  | ISBN 978-957-10-7985-1 |
| 16   | 2018年6月25日  | ISBN 978-4-08-844055-2 | 2024年3月29日  | ISBN 978-626-37-7664-7 |

## 電視動畫
2016年1月播出。

### 製作人員
- 原作：水野美波「虹色時光」（集英社《別冊Margaret》連載中）
- 總監督：網野哲郎
- 監督：大久保富彥
- 系列構成、劇本：
- 人物設定：西田美彌子
- 道具設計：金原知美、出口花穗
- 美術監督、美術設計：柴田聰
- 色彩設計：渡邊亞紀
- 攝影監督：大久保潤一
- 編集：小峰博美、本田優規
- 音響監督：小泉紀介
- 音樂：神津裕之
- 音樂製作：德間日本傳播
- 首席製作人：江波戶憲司、足立聰史
- 製作人：角田博昭、關澤新二、大山禮子、岩野貢
- 動畫製作人：村田淳司
- 動畫製作：PRODUCTION REED
- 製作：「虹色時光」Project

### 主題曲
片頭曲
（第1 - 12话）
作詞、主唱：Sonar Pocket，作曲：Sonar Pocket、GRP，編曲：Soundbreakers
「ONE-SIDED LOVE」（第13 - 24话）
作詞、主唱：Sonar Pocket，作曲：Sonar Pocket、GRP，編曲：生田真心
片尾曲
歌曲每月一換。
「Rainbow Days!」（1月：第1－4話、OAD）
作詞、作曲、編曲：大隅知宇，主唱：羽柴夏樹、松永智也、片倉惠一、直江剛（松岡禎丞、江口拓也、島崎信長、內山昂輝）
（2月：第5－8話）
作詞：ENA☆，作曲：山田航平，編曲：堤博明，主唱：羽柴夏樹（松岡禎丞）
「I wanna be your knight」（3月：第9－12話）
作詞：澁谷文仁、堤博明，作曲：澁谷文仁，編曲：堤博明，主唱：松永智也（江口拓也）
「Catch me if you can!」（4月：第13－16話）
作詞、作曲、編曲：大隅知宇，主唱：片倉惠一（島崎信長）
「そばにいるから」（5月：第17－20話）
作詞、作曲、編曲：山口朗彦，主唱：直江剛（內山昂輝）
「ハレルヤ！Shinin'Days」（6月：第21－24話）
作詞、作曲、編曲：石田寬朗，主唱：羽柴夏樹、松永智也、片倉惠一、直江剛（松岡禎丞、江口拓也、島崎信長、內山昂輝）

### 各話列表
| 話數   | 劇本                | 分鏡              | 演出                                  | 作畫監督            | 總作畫監督 |
| ------ | ------------------- | ----------------- | ------------------------------------- | ------------------- | ---------- |
| 第1話  |                     | 大久保富彥        | 大藪恭平                              | 舛館俊秀            | 西田美彌子 |
| 第2話  | 津雄健德            | 大久保富彥        | 大藪恭平                              |                     | 西田美彌子 |
| 第3話  | 網野哲郎            | 大久保富彥        | 森林樹                                |                     | 西田美彌子 |
| 第4話  | 網野哲郎            | 大久保富彥        | 森林樹                                |                     | 西田美彌子 |
| 第5話  | 日下直義            | 大久保富彥        | 野本正幸、佐佐木萌                    |                     | 西田美彌子 |
| 第6話  | 則座誠              | 大久保富彥        | 飯飼一幸、關口雅浩                    |                     | 西田美彌子 |
| 第7話  | 大藪恭平            | 大久保富彥        | 舛館俊秀                              |                     | 西田美彌子 |
| 第8話  | 大藪恭平            | 大藪恭平          | 津熊健德、關口雅浩                    |                     | 西田美彌子 |
| 第9話  | 網野哲郎            | 大藪恭平          | 森林樹、佐佐木萌                      |                     | 西田美彌子 |
| 第10話 | 網野哲郎            | 大久保富彥        | 飯飼一幸                              |                     | 西田美彌子 |
| 第11話 | 大藪恭平            | 日下直義          | 野本正幸、佐佐木萌                    |                     | 西田美彌子 |
| 第12話 | 大久保富彥          | 則座誠            | 關口雅浩、飯飼一幸                    |                     | 西田美彌子 |
| 第13話 | 大久保富彥          | 大藪恭平          | 舛館俊秀、飯飼一幸                    |                     | 西田美彌子 |
| 第14話 | 大藪恭平            | 大藪恭平          | 津熊健德、飯飼一幸                    |                     | 西田美彌子 |
| 第15話 | 大藪恭平            | 又野弘道          | 山崎展義                              |                     | 西田美彌子 |
| 第16話 | 大藪恭平            | 又野弘道          | 山崎展義                              |                     | 西田美彌子 |
| 第17話 | 大石美繪            | 則座誠            | 關口雅浩                              |                     | 西田美彌子 |
| 第18話 | 大藪恭平            | 日下直義          | 野本正幸                              |                     | 西田美彌子 |
| 第19話 | 大藪恭平            | 大藪恭平          | 舛館俊秀、飯飼一幸                    |                     | 西田美彌子 |
| 第20話 | 大藪恭平            | 大藪恭平          | 津熊健德、飯飼一幸                    |                     | 西田美彌子 |
| 第21話 | 大藪恭平            | 又野弘道          | 山崎展義                              |                     | 西田美彌子 |
| 第22話 | 大藪恭平            | 又野弘道          | 山崎展義、浦田瞳、唐澤雄一            |                     | 西田美彌子 |
| 第23話 | 大藪恭平            | 則座誠            | 關口雅浩                              |                     | 西田美彌子 |
| 第24話 | 大久保富彦          | 大薮恭平          | 舛館俊秀、飯飼一幸                    |                     | 西田美彌子 |
| OAD    | 大久保富彦 大薮恭平 | 大薮恭平 日下直義 | 飯飼一幸、津熊健徳 野本正幸、佐佐木萌 | 西田美彌子 關口雅浩 |            |

### BD&DVD
| 卷數         | 發售日期      | 收錄話數       | 規格編號   | 規格編號   |
| 卷數         | 發售日期      | 收錄話數       | BD         | DVD        |
| アニメ       | アニメ        | アニメ         | アニメ     | アニメ     |
| ------------ | ------------- | -------------- | ---------- | ---------- |
| 1            | 2016年3月30日 | 第1話－第4話   | TKXA-1085  | TKXA-5325  |
| 2            | 2016年4月27日 | 第5話－第8話   | TKXA-1086  | TKXA-5326  |
| 3            | 2016年5月25日 | 第9話－第12話  | TKXA-1087  | TKXA-5327  |
| 4            | 2016年6月29日 | 第13話－第16話 | TKXA-1088  | TKXA-5328  |
| 5            | 2016年7月27日 | 第17話－第20話 | TKXA-1089  | TKXA-5329  |
| 6            | 2016年8月31日 | 第21話－第24話 | TKXA-1090  | TKXA-5330  |
| club RAINBOW |               |                |            |            |
| 1            | 2016年4月6日  | 第1話－第4話   |            | KDDV-00114 |
| 2            | 2016年5月4日  | 第5話－第8話   | KDDV-00115 |            |
| 3            | 2016年6月8日  | 第9話－第12話  | KDDV-00116 |            |

### 播放電視台
| 播放地區                 | 播放電視台 | 播放日期        | 播放時間（UTC+9）         | 所屬聯播網 | 備註       |
| 電視動畫                 | 電視動畫   | 電視動畫        | 電視動畫                  | 電視動畫   | 電視動畫   |
| ------------------------ | ---------- | --------------- | ------------------------- | ---------- | ---------- |
| 東京都                   | TOKYO MX   | 2016年1月10日－ | 星期日 22時00分－22時15分 | 獨立局     |            |
| 近畿廣域圈               | 讀賣電視台 | 2016年1月11日－ | 星期一 25時59分－26時17分 | 日本電視網 | MANPA第1部 |
| 北海道                   | 札幌電視台 | 2016年1月12日－ | 星期二 26時34分－26時49分 | 日本電視網 |            |
| 中京廣域圈               | 中京電視台 | 2016年1月12日－ | 星期二 26時42分－26時57分 | 日本電視網 |            |
| 日本全國                 | BS11       | 2016年1月12日－ | 星期二 27時00分－27時15分 | 衛星電視   |            |
| club RAINBOW～虹色時光～ |            |                 |                           |            |            |
| 東京都                   | TOKYO MX   | 2016年1月10日－ | 星期日 22時15分－22時27分 | 獨立局     |            |
| 近畿廣域圈               | 讀賣電視台 | 2016年1月11日－ | 星期一 26時18分－26時31分 | 日本電視網 | MANPA第1部 |
| 日本全國                 | BS11       | 2016年1月12日－ | 星期二 27時15分－27時30分 | 衛星電視   |            |

## 外部連結
- （日語）別冊Margaret連載作品介紹 － 虹色時光（页面存档备份，存于）
- （日語）電視動畫「虹色時光」官方網頁（页面存档备份，存于）
- （日語）電視動畫「虹色時光」官方的X（前Twitter）